# Campionati del mondo di duathlon del 1995
I Campionati del mondo di duathlon del 1995 si sono tenuti a Cancún, Messico, in data 3 novembre 1995.
Tra gli uomini ha vinto l'argentino Oscar Galindez, mentre la gara femminile è andata alla svizzera Natascha Badmann.

## Risultati

### Élite uomini
| Pos. | Nome            | Paese     | Totale   |
| ---- | --------------- | --------- | -------- |
|      | Oscar Galindez  | Argentina | 01:43:19 |
|      | Urs Dellsperger | Svizzera  | 01:43:38 |
|      | Norman Stadler  | Germania  | 01:44:24 |

### Élite donne
| Pos. | Nome             | Paese       | Totale   |
| ---- | ---------------- | ----------- | -------- |
|      | Natascha Badmann | Svizzera    | 01:56:30 |
|      | Sybille Blersch  | Svizzera    | 01:57:57 |
|      | Irma Heeren      | Paesi Bassi | 01:58:16 |